# Stay (piosenka Shakespears Sister)
Stay – drugi singel z płyty Hormonally Yours i największy hit grupy Shakespears Sister. Utwór został napisany przez Siobhan Fahey i Marcellę Detroit przy współpracy z ówczesnym mężem Siobhan Dave'em Stewartem.
Muzykę i słowa do pierwszej części utworu napisali Stewart i Detroit, Fahey napisała słowa wykonywane w utworze przez nią. Zamiarem Stewarta było pokazanie zdolności wokalnych Detroit. To jedyna piosenka zespołu, w której Detroit śpiewa zwrotki i refren. Po tym jak singel został światowym hitem, napięcie między członkiniami zespołu powiększyło się. Przypadkowo sukces i symbolika singla, sprawiły, że prasa skupiła się na Detroit – "anioł z pięknym głosem" i Fahey – "wiedźma z piekła".

## Wydanie
Utwór został wydany 25 stycznia 1992 i w ciągu 2 tygodni został numerem 1. w Wielkiej Brytanii. "Stay" wydano także na rynku światowym: USA, Australia, Nowa Zelandia, Niemcy i Japonia. W Polsce utwór znajdował się przez 10 tygodni na Liście przebojów Trójki.
Wydanie utworu na rynku światowym i wysokie miejsca na listach oraz światowe tournée i wywiady w mediach sprawiły, że kolejne single były lepiej przyjmowane.
Sukces "Stay" i albumu Hormonally Yours spowodował, że Detroit odeszła z zespołu, gdyż Fahey chciała nagrywać dalej solo. Żadna z artystek nie powtórzyła sukcesu "Stay".

### Teledysk
Teledysk wyreżyserowała Sophie Muller. Pomysł na wideo został zaczerpnięty z filmu "Catwomen From the Moon". Klip został zakazany w Niemczech z powodu sceny wskrzeszenia, co tylko zwiększyło zainteresowanie utworem. Mężczyzna z teledysku to David Scott-Evans, były chłopak Keren Woodward – artystki z poprzedniego zespołu Fahey – Bananaramy.
"Stay" otrzymał nagrodę 1993 Music Week Awards i Brit Awards w kategorii Najlepszy Teledysk.

## Lista utworów
Lista utworów dla brytyjskiego dwuczęściowego wydania CD:
1. "Stay"
2. "Stay" (album version)
3. "The Trouble With André"
4. "Stay"
5. "Dirty Mind" (E-Zee remix)
6. "Run Silent" (Revolution remix)
7. Hormonally Yours album excerpts

Wersja akustyczna "Stay" znajduje się na albumie Long Live the Queens!.

## Covery
- French i Saunders – parodia – lata 90.
- Deja Vu – wersja dance 2001
- Februus – metalowa, koncertowa wersja 2006
- Cradle of Filth – nagrana w 2006, zostanie wydana w 2008 w reedycji Thornography
- Sweetbox – nagrana w 2002 i wydana na albumie "Jade"
- The Distance
- Mina i Piero Pelù 1999
- Blutengel – wydana w 2004 na albumie "Demon Kiss"